# هیتوشی اوسوی
هیتوشی اوسوی (انگلیسی: Hitoshi Usui؛ زادهٔ ۵ نوامبر ۱۹۸۸) بازیکن فوتبال اهل ژاپن است.